# Районы острова Святой Елены

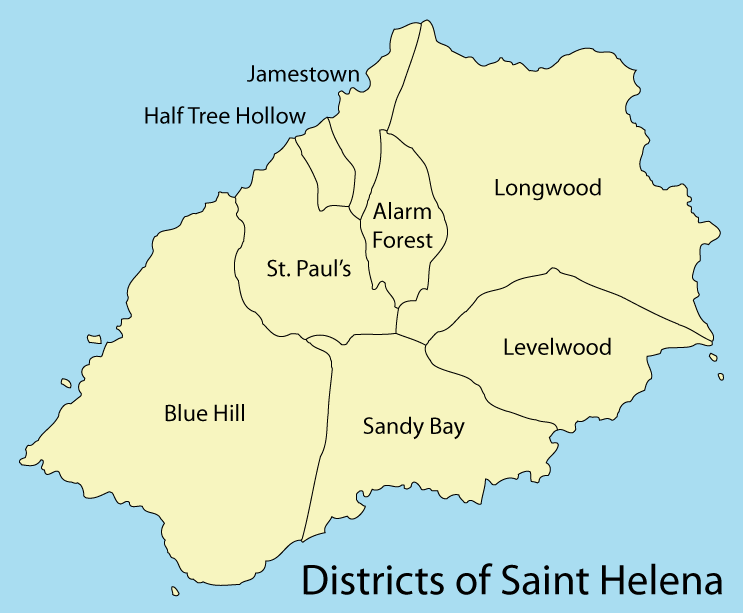
Карта районов Острова Святой Елены

Остров Святой Елены разделен на восемь районов, которые имеют то же название, что и крупнейшее поселение в каждом районе. До 2013 года районы совпадали с электоральными округами, а после весь остров стал одним электоральным округом.